# Szczęśliwego Nowego Roku (film 1975)
Szczęśliwego Nowego Roku (ros. Ирония судьбы, или С лёгким паром!, Ironija sudby, ili S logkim parom!) – radziecka komedia z 1975 roku, w reżyserii Eldara Riazanowa, na podstawie sztuki S logkim parom! (ros. С лёгким паром!, czyli fraza oznaczająca powitanie po łaźni rosyjskiej, a czasem też po innej gorącej kąpieli).

## Opis fabuły
Akcja filmu rozgrywa się współcześnie, w noc sylwestrową. Tuż przed planowanym ślubem chirurga Jewgienija „Żeni” Michajłowicza Łukaszyna przyjaciele udali się do łaźni, gdzie nadużywali alkoholu. Przez pomyłkę Żenia trafił do samolotu, którym przyleciał do Leningradu. Tam dociera do mieszkania pod tym samym adresem, jak jego własne w Moskwie. Do drzwi obcego mieszkania pasuje także klucz, którym posługiwał się w Moskwie. Właścicielką mieszkania jest nauczycielka Nadieżda (Nadia) Szewielowa. Pojawienie się Żeni spowoduje rozpad związku z partnerem Nadii, Ippolitem.
Główni bohaterowie wykonują w czasie filmu 9 pieśni rosyjskich. Głosu użyczyli Ałła Pugaczowa i Siergiej Nikitin (nie wymienieni w napisach).
W 1977 film otrzymał nagrodę państwową ZSRR.
W Polsce znany również pod alternatywnym tytułem Ironia losu (dosłowne tłumaczenie tytułu rosyjskiego), pod którym wydany został na DVD.

## Obsada
- Andriej Miagkow jako Żenia Łukaszyn
- Barbara Brylska jako Nadia Szewielowa, dubbing Walentina Tałyzina
- Jurij Jakowlew jako Ippolit
- Aleksandr Szyrwindt jako Pawlik, przyjaciel Żeni
- Gieorgij Burkow jako Misza, przyjaciel Żeni
- Aleksandr Bielawski jako Sasza, przyjaciel Żeni
- Olga Naumienko jako Gala, narzeczona Żeni
- Walentina Tałyzina jako Walia, koleżanka Nadii z pracy
- Lija Achiedżakowa jako Tania, koleżanka Nadii z pracy
- Liubow Dobrżańska jako matka Żeni
- Eldar Riazanow (epizod) jako pasażer samolotu Moskwa-Leningrad
- Liubow Sokołowa jako matka Nadii

## Wersja polska
Opracowanie wersji polskiej: Studio Opracowań Filmów w Łodzi

Reżyseria: Grzegorz Sielski

Dialogi: Jan Czarny

Operator dźwięku: Elżbieta Matulewicz

Montaż: Janina Michalska

Kierownik produkcji: Bożena Dębowska

Tłumaczenie wierszy: Tadeusz Dobrzyński

Udział wzięli:
- Andrzej Herder – Jewgienij „Żenia” Michajłowicz Łukaszyn
- Barbara Brylska – Nadieżda „Nadia” Szewielowa
- Barbara Marszałek – Marina Dmitrijewna, matka Żeni
- Ryszard Sobolewski – Ippolit Gieorgijewicz
- Ryszard Dembiński
- Maciej Małek
- Elżbieta Jasińska – Galia

i inni